# 청춘야구단: 아직은 낫아웃
《청춘야구단: 아직은 낫아웃》은 매주 토요일 밤 10시 25분에 KBS 1TV에서 방송했던 교양 프로그램이다.

## 방송 일시
| 방송 채널 | 방송일                           | 방송 시간        |
| --------- | -------------------------------- | ---------------- |
| KBS1      | 2022년 5월 7일 ~ 2022년 8월 20일 | 밤 22:25 ~ 23:05 |

## 기획의도
야구에서 실패를 경험을 한 청춘 프로그램.

## 출연진
- 김병현
- 정근우
- 한기주
- 정수성